# Ranunculus kastamonuensis
Ranunculus kastamonuensis är en ranunkelväxtart som beskrevs av Dönmez. Ranunculus kastamonuensis ingår i släktet ranunkler, och familjen ranunkelväxter. Inga underarter finns listade i Catalogue of Life.